# 旧ジャニーズ事務所問題に関する特別調査委員会
旧ジャニーズ事務所問題に関する特別調査委員会（きゅうジャニーズじむしょもんだいにかんするとくべつちょうさいいんかい）は、TBSホールディングスによって設置された団体。

## 概要
TBSホールディングスがTBSテレビ・TBSラジオと合同で設置した団体。ジャニーズ事務所での性的な問題の報道をめぐる社内での対応や、ジャニーズ事務所との関係などを幅広く検証する調査を実施している。
2023年11月26日に、ジャニーズ事務所の性的な問題を調査した報告書を公表した。この報告書では、コンテンツを製作する現場での性的な問題行為の認識度が調査された。これの調査結果では、犯罪に該当する行為を頻繁に繰り返し行っているという明確な認識を当時に持っていたヒアリングの対象者はいなかったと結論付けられた。現在明らかになっている未成年者への犯罪行為が存在していたり、それが存在しているという意識は当時は希薄であったため。
ジャニーズ事務所に関連するニュースを報道することについては、ワイドショーなどを製作する情報製作局が編成局の判断を重視する流れができていたとする証言があったことも公表された。これはジャニーズに関するスキャンダルを報道した場合には、他の部局が制作しているドラマやバラエティの番組にも影響を与えかねないため、スキャンダルなどを放送するには編成局の判断を重視・尊重する暗黙の流れが出来上がっていたということである。TBSは魅力あるタレントを起用し高い視聴率を獲得すれば放送事業に利益をもたらすため、ジャニーズ事務所のタレントが人気を博するようになるにつれ、TBS側がジャニーズ事務所との良好な関係を維持するための特別な配慮を求めてきたという歴史がこの調査で明らかになったのである。
この報告書では2009年4月23日に公然わいせつのい疑いで現行犯逮捕された草彅剛をTBS局内に匿った編成部門の担当者と報道部門とのやり取りについても触れられている。この報告書によると、送検されてから処分保留のまま釈放された草薙が乗り込んだじゃニーズ事務所の車両は原宿警察署を出た後にマスコミに追跡される中でTBSの地下駐車場に入って行った。当時の駐車場で取材した若手記者によると、偉い人が駐車場にまで出てくる事案で、製作なのか編成なのか報道以外の人はそこまでジャニーズに配慮するのかと感じていた。その駐車場は許可を得た者意外は立ち入ることができない駐車場であり、そのような駐車場に車両を招き入れていた具体的な経緯も調査で明らかになった。それは草薙の乗る車両が報道陣からの追跡を逃れるために地下駐車場に招き入れて、事情を知らずに取材に来た報道局員を制止するためであった。ジャニーズ事務所の要望でSMAPが出演する番組担当者が、本来は立ち入ることのできない地下駐車場に事件を起こしたタレントを匿ったのであり、高視聴率の番組を制作するにはジャニーズ事務所との良好な関係を維持するためであったとされる。2023年11月29日に開かれたTBSの定例記者会見でTBS社長の佐々木卓は、草彅剛が逮捕されてからのTBSの対応については、調査報告書が指摘するとおりで、ジャニーズ事務所に配慮する非常に軽率な行為であったと罪を認める。これは報道機関としての立場を忘れていた事案であり、今後はこういうことはあってはならないと述べた。
報告書ではジャニーズ事務所内の派閥の対立に翻弄され、両者の狭間でバランスを取りながら番組制作での関係を保つことに苦労したという趣旨の証言も多数確認されている。この両者の派閥というのは、藤島ジュリー景子と飯島三智である。飯島三智とはSMAPを人気グループにまで育てた人物であり、発言力を持っていた。対して藤島ジュリー景子とは母であるメリー喜多川の後継者と見られており、この両者はライバル視されていた。そこでメリー喜多川が飯島三智を辞めさせて藤島ジュリー景子を残すということをしたために、SMAPの解散へとつながった。CULENに移籍した稲垣吾郎、草彅剛、香取慎吾がしばらくテレビ出演がかなわなかったのはジャニーズ事務所からの圧力や忖度からであった。だが番組を作る上での厳しい交渉や折衝はジャニーズ事務所に限らず他の芸能事務所やスポンサーともされていたために、圧力や忖度によって不当に捻じ曲げられたことには該当しないとする関係者は少なくなかったとのこと。
2024年2月28日にTBSホールディングスは、旧ジャニーズ事務所問題に関する特別調査委員会の調査報告書で、テレビ局が問題を報道しないで、事務所をめぐる圧力や忖度の存在が指摘されたことを受け、再発防止のための実行策を公表した。この実行策は元検事の弁護士2人が、報告書で提言されていたことを踏まえて策定された。具体的には社内ルールを徹底させることや、TBSグループ行動憲章に報道の編集権の独立を追記や、報道局に調査報道部を新設することなど。企業活動が人権侵害につながっていないかを点検する人権デューデリジェンスの着手も盛り込む。